# Túnel do Joá
O Túnel do Joá localiza-se na cidade e estado do Rio de Janeiro, no Brasil.
Integrante da ligação entre os bairros da Lagoa e da Barra da Tijuca, foi projetado e construído com seção transversal em dois andares, pelas imposições geológicas do terreno. As suas obras de construção foram iniciadas em Junho de 1967. À época, foi considerado como a segunda obra rodoviária do gênero no mundo, após o Túnel de Yerba Buena, em San Francisco, Estados Unidos, também com estrutura em dois andares. Após estudos da COPPE-UFRJ que constataram problemas estruturais no elevado, a prefeitura em vez de ampliar o elevado já existente, decidiu construir uma nova galeria de tuneis e elevado, com previsão de dois meses.